# Severozápadokavkazské jazyky
Severozápadokavkazské jazyky (někdy též pontské, západokavkazské) jsou rodinou převážně méně rozšířených jazyků severozápadního Kavkazu. Tyto jazyky bývají tradičně řazeny do kavkazských jazyků, což je tzv. jazykový svaz - to znamená, že není spolehlivě doložen jejich společný původ, nicméně byly ve svém vývoji vzájemně významně ovlivněny.
Příbuznost s dalšími jazykovými rodinami je nicméně sporná. Nejčastěji bývá přijímána příbuznost s jazyky severovýchodokavkazskými - ačkoliv tato není spolehlivě doložena. Uvažuje se o rodině severokavkazské, kterou by mohly tvořit právě zmíněné jazyky, případně i o příbuznosti s baskičtinou, sinotibetskými jazyky, případně jazyky na-dené, s kterýmižto skupinami by mohly severovýchodokavkazské jazyky tvořit širokou rodinu tzv. dené-kavkazských jazyků.

## Dělení
- čerkeské jazyky - mezi čerkeské jazyky náleží řada dialektů, z nichž dva jsou používány jako spisovné:
  - adygejština (500 000 mluvčích)
  - kabardo-čerkeština (1 milion mluvčích)
- abchazsko-ubychšské jazyky
  - abcházské jazyky - mezi abchazské jazyky náleží řada dialektů, z nichž dva jsou používány jako spisovné:
    - abazinština (45 000 mluvčích)
    - abcházština (110 000 mluvčích)

  - ubychština (†)